# اسکارت نیو ینسن
اسکارت نیو ینسن (انگلیسی: Scarlett Mew Jensen؛ زادهٔ ۳۱ دسامبر ۲۰۰۱) شیرجه‌رو زن اهل بریتانیا است.
وی در مسابقات کشوری و بین‌المللی در مجموع برندهٔ ۱ مدال طلا، ۱ مدال نقره، ۲ مدال برنز شده است.